# Konrad Bournot
Konrad Bournot (* 4. Februar 1887 in Grünberg, Schlesien; † 20. Februar 1977 in Heppenheim, Bergstr.) war ein deutscher Apotheker. 
Im November 1920 heiratete er in Kirchberg an der Jagst Anna Sophie Agathe Soltau, mit der er die Kinder Waltraut, Johannes und Hellmut hatte. Er war langjähriger Chemiker im VEB Chemische Fabrik Miltitz. Den Ruhestand verbrachte er in Heppenheim.

## Veröffentlichungen
- Gewinnung von Lapachol aus dem Kernholz von Avicennia tomentosa, In: Archiv der Pharmazie; Ausgabe 251; Band 5; 1913; S. 351–354[1]
- Die Terpene; In: Verbindungen der Pflanzenwelt, Band 2; 1920
- Fortschritte auf dem Gebiete der Terpenchemie in den Jahren 1918–1923, In: Zeitschrift für angewandte Chemie; 1925[2]
- Ätherische Öle liefernde Pflanzen; In: Handbuch der tropischen und subtropischen Landwirtschaft; Band 2; 1943; S. 362–392